# ۳ تفنگدار
۳ تفنگدار (به انگلیسی: 3 Musketeers) یک فیلم اکشن ویدئویی مستقل محصول سال ۲۰۱۱ آمریکا و بر اساس کتاب مشهور الکساندر دوما ، سه تفنگدار می‌باشد .

این فیلم به کارگردانی کول مک کِی کمی بعد از انتشار فیلم سه تفنگدار اثر پل دبلیو. اس. اندرسون در ۲۵ اکتبر ۲۰۱۱ بر روی دی‌وی‌دی و دیسک بلو-ری منتشر شد.

## بازیگران
- هدر سیمنز در نقش الکساندرا دارتانیان
- ایکس آن اِن در نقش آتوس
- کیت آلن در نقش پروتوس
- میشل بوید در نقش آرامیس
- دیوید چوکاچی در نقش لویس
- دارن توماس در نقش راکفورد
- آلن راچینز در نقش ترویل